# Vlag van Hasselt (Overijssel)

Vlag van Hasselt
(1956-2001)

De vlag van Hasselt werd op 10 september 1956 bij raadsbesluit vastgesteld als de gemeentelijke vlag van de Overijsselse gemeente Hasselt. Op 1 januari 2001 ging de gemeente op in de nieuw opgerichte gemeente Zwartewaterland, waardoor de vlag als gemeentevlag kwam te vervallen. De vlag van de nieuwe gemeente vertoont een aantal overeenkomsten met de vlag van Hasselt.

## Beschrijving
De beschrijving luidt: 
Drie evenhoge banen van blauw en wit, met op de witte baan een versmald rood kruis.
De vlag toont hetzelfde beeld als het gemeentewapen. Het kruis is afgeleid van het wapen van het Sticht Utrecht, dat Hasselt omstreeks 1252 stadsrechten verleende.

## Verwante symbolen

Wapen van Hasselt
Wapen van het Sticht Utrecht
Vlag van Zwartewaterland

Ambt Delden 
· Avereest 
· Bathmen 
· Blokzijl 
· Brederwiede 
· Den Ham 
· Denekamp 
· Diepenheim 
· Diepenveen 
· Genemuiden 
· Goor 
· Gramsbergen 
· Hasselt 
· Heino 
· Holten 
· IJsselham 
· IJsselmuiden 
· Markelo 
· Nieuwleusen 
· Noordoostpolder 
· Olst 
· Ootmarsum 
· Rijssen 
· Stad Delden 
· Steenwijk 
· Steenwijkerwold 
· Urk 
· Vollenhove 
· Vriezenveen 
· Wanneperveen 
· Weerselo
· Wijhe 
· Zwartsluis 
· Zwollerkerspel